# Shi Yue
Shi Yue (時越T, 时越S, Shí YuèP; Luoyang, 11 gennaio 1991) è un goista professionista cinese.

## Biografia
Imparò il Go all'età di 6 anni, è diventato professionista a 12. È stato promosso 2 dan nel 2004, 3 dan nel 2006, 4 dan nel 2007.
Nel 2009 ha vinto lo Xinren Wang.
Nel 2010 è stato promosso 5 dan.
Ha vinto la LG cup nel 2013, sconfiggendo il sudcoreano Won Seong-jin 2-0 in finale; questa vittoria gli ha conferito la promozione a 9 dan. Nello stesso anno ha vinto la Changqi Cup contro Lian Xiao.
Nel 2014 ha perso la finale della Quzhou-Lanke Cup contro Fan Tingyu. Nello stesso anno ha ottenuto la vittoria decisiva che ha permesso alla squadra cinese di aggiudicarsi la Nongshim Cup. Ha anche vinto la Coppa Weifu Fangkai contro Jiang Weijie.
Nel 2015 è arrivato alla finale della Samsung Fire Cup, perdendola contro il connazionale Ke Jie. Ha anche perso la finale del Qiwang Sudorientale contro Tang Weixing.
Nel 2016 è stato semifinalista della Coppa Ing.
Il 3 gennaio 2017 ha giocato un incontro online contro il giocatore «Magister», perdendo per abbandono alla 167 mossa; successivamente è stato rivelato che il suo avversario era Master, una nuova incarnazione di AlphaGo, il software per giocare a Go che in quei giorni aveva sconfitto sessanta professionisti di alto livello.
Nel 2019 Shi è arrivato alla finale della LG Cup, ma ha perso contro il connazionale Yang Dingxin.
Nel 2021 è arrivato a disputare la finale della 5ª edizione del prestigioso Qisheng, ma è stato sconfitto 2–0 da Ke Jie.
Nel 2022 ha vinto la settima edizione della CCTV Cup contro Xie Erhao; l'anno successivo ha perso la finale della stessa competizione contro Huang Mingyu.

## Titoli
| Nazionali           | Nazionali | Nazionali |
| Titolo              | Vittorie  | Finali    |
| ------------------- | --------- | --------- |
| Xinren Wang         | 1 (2009)  |           |
| Coppa Dachongjiu    |           | 1 (2012)  |
| Coppa Changqi       | 1 (2013)  |           |
| Coppa Quzhou-Lanke  |           | 1 (2014)  |
| Coppa Weifu Fangkai | 1 (2014)  |           |
| Ricoh Cup           |           | 1 (2015)  |
| Qiwang Sudorientale |           | 1 (2015)  |
| Qisheng             |           | 1 (2021)  |
| CCTV Cup            | 1 (2022)  | 1 (2023)  |
| Totale              | 4         | 6         |
| Internazionali      |           |           |
| Titolo              | Vittorie  | Finali    |
| Coppa LG            | 1 (2013)  | 1 (2019)  |
| Samsung Cup         |           | 1 (2015)  |
| Totale              | 1         | 2         |
| Totale carriera     |           |           |
| Totale              | 5         | 8         |